# Lagwagon
Lagwagon és un grup musical californià de punk rock fundat el 1990 a la ciutat de Goleta, al Comtat de Santa Bàrbara. Els membres actuals del grup són: Joey Cape (veu), Chris Flippin (guitarra), Chris Rest (guitarra), Joe Raposo (baix) i Dave Raun (Bateria). Compten amb 15 discos amb del segell discogràfic Fat Wreck Chords: nou àlbums d'estudi, un àlbum en directe, quatre EP, i una col·lecció de cares-B i rareses.

## Història
La banda va començar fent-se dir Section 8, però van continuar buscant un nom que els satisfés i finalment es van decidir per Lagwagon.
El gener de 1992 gravaren el seu primer disc, Duh, amb el segell discogràfic recentment creat Fat Wreck Chords, propietat de Fat Mike. Aquest disc, curiosament, va ser el primer tant per Lagwagon com per a Fat Wreck Chords (la primera referència del segell va ser un 7" de NOFX). Després de llançar Duh, la banda adquireix una vella furgoneta a la qual bategen amb el nom de Lagwagon.
Dos anys més tard, el 1994, el grup grava Trashed, disc amb el qual la banda presenta el seu primer senzill i videoclip, «Island of Shame». Cape i els seus col·legues no es van mostrar gaire conformes quan se'ls va proposar de fer un vídeo a causa de l'alt cost i perquè no volien sortir a la MTV. No obstant això, un amic els va proposar que fer-se càrrec de les despeses.
El 1995 la banda llança Hoss, un dels discs més importants del punk rock de la dècada de 1990. «Razor Burn» és un dels èxits de l'àlbum i el segon videoclip de la banda. El 1997, Derrick Plourde i Shawn Dewey deixen la banda i són substituïts, respectivament, per Dave Raun (exbateria de Rich Kids on LSD) i Ken Stringfellow (exbaixista de The Posies). El mateix any, amb els nous components la banda publica Double Plaidinum.
Els anys 1997 i 1998 van ser anys d'intenses gires per Estats Units i Europa i van participar en el Doctor Music Festival al costat de grups com NOFX, Def Con Dos i Rage Against The Machine. També van participar en el prestigiós Warped Tour al costat de MxPx, Bad Religion, No Use For A Name i Blink-182. El novembre de 1998 la banda llança Let’s Talk About Feelings, on apareix un dels himnes del grup, «May 16th».

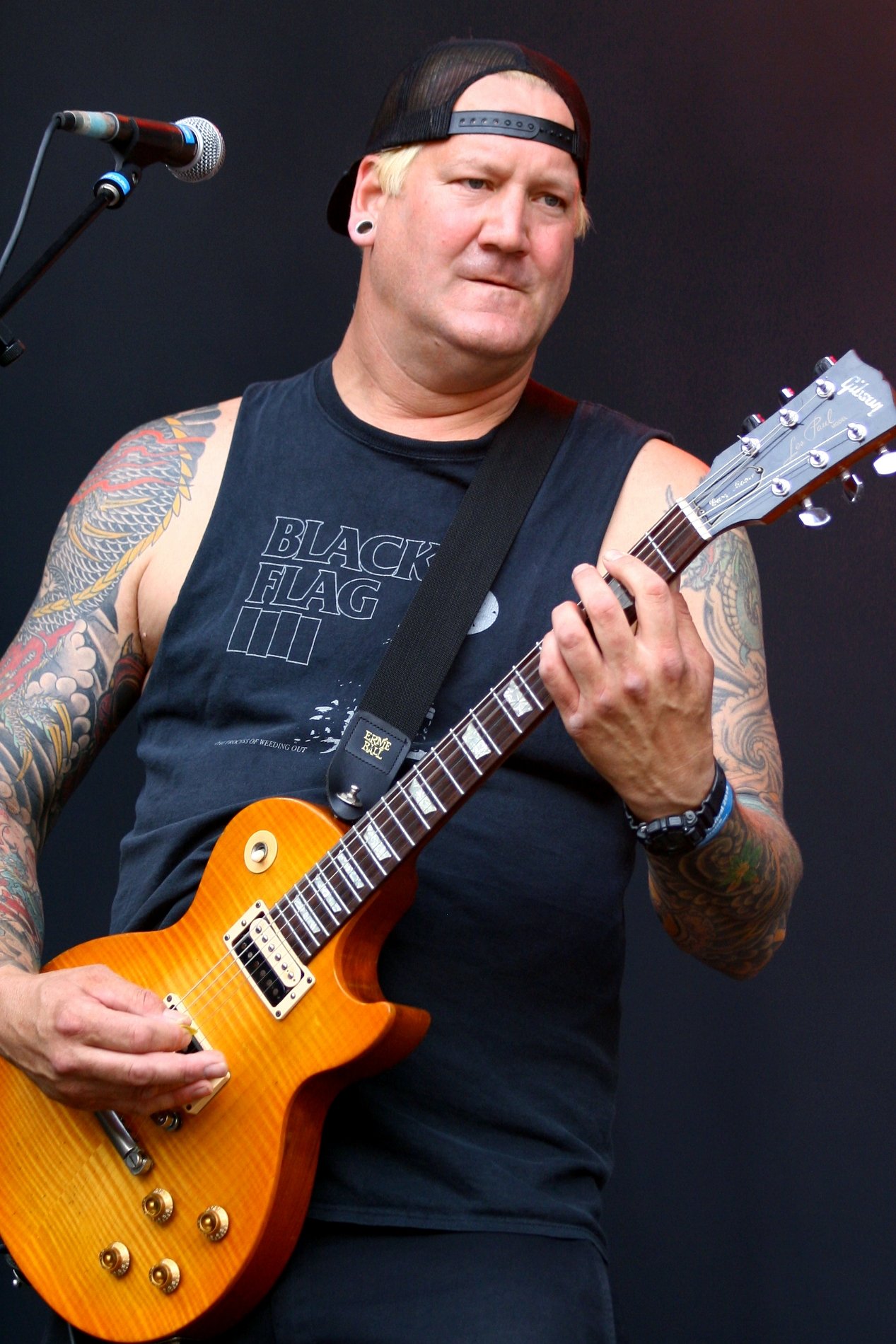
Chris Flippin

Les alarmes sobre la ruptura van saltar el 1999 quan la banda feu un descans que duraria un any, fins al 2000. De mentre van publicar Let's Talk about Leftovers, una compilació de cares-b, rareses i cançons inèdites, fet que palesava els símptomes d'un possible desacord. No obstant això, la banda es va reunir el 2002, donant com a resultat el disc Blaze, el qual va sortir al mercat l'any següent.
El 2004, Cape va gravar al costat del cantant de No Use For A Name, Tony Sly, un split acústic on versionen temes d'ambdues bandes.
L'àlbum Resolve, va publicar-se l'1 de novembre de 2005 en homenatge a Derrick Plourde, el bateria original de Lagwagon mort vuit mesos abans. Amb aquest disc gravaren un videoclip per a la cançó «Heartbreaking Music». El 2008 treuen I Think My Older Brother Used to Listen to Lagwagon, després de tres anys de silenci i vàries gires. Aquest EP de 7 cançons ironitza en el títol amb l'edat del grup, un dels més veterans de l'escena de hardcore melòdic.
El gener de 2010, Joey Cape afirmà en una entrevista que Jesse Buglione abandonava la banda per motius familiars. També desmentí els rumors sobre una possible dissolució de la banda, encara que reconegué que es trobava parada i que no hi havia plans de treure nou material, deixant oberta, però, la possibilitat d'ajuntar-se per a gravar noves cançons. Posteriorment, Cape anuncià el baixista de RKL, Joe Raposo, com a nou membre.
També es confirmà que la banda planejava realitzar una gira per Europa amb No Use For A Name l'estiu de 2010 tocant al Resurrection Fest. Després de gairebé nou anys sense publicar nou material, el 28 d'octubre de 2014 el grup presentà el seu vuitè àlbum d'estudi titulat Hang gravat a l'estudi The Blasting Room.

## Membres
| Membres actuals - Joey Cape - Veu (1990–present) - Chris Flippin - Guitarra (1990–present) - Chris Rest - Guitarra (1997–present) - Joe Raposo - Baix (2010–present) - Dave Raun - Bateria(1996–present) | Membres anteriors - Shawn Dewey - Guitarra (1990–1996) - Ken Stringfellow - Guitarra (1996–1997) - Jesse Buglione - Baix (1990–2010) - Derrick Plourde - Bateria (1990–1996) † 2005 | Membres en gira - Lindsay McDougall, guitarra (novembre de 2008) - Scott Shiflett, guitarra (setembre de 2008) - Chris Shiflett, guitarra (estiu 1996) |

Línia de temps

## Discografia

### Àlbums d'estudi
| Any  | Títol                     | Discogràfica     |
| ---- | ------------------------- | ---------------- |
| 1992 | Duh                       | Fat Wreck Chords |
| 1994 | Trashed                   | Fat Wreck Chords |
| 1995 | Hoss                      | Fat Wreck Chords |
| 1997 | Double Plaidinum          | Fat Wreck Chords |
| 1998 | Let's Talk About Feelings | Fat Wreck Chords |
| 2003 | Blaze                     | Fat Wreck Chords |
| 2005 | Resolve                   | Fat Wreck Chords |
| 2014 | Hang                      | Fat Wreck Chords |
| 2019 | Railer                    | Fat Wreck Chords |

### EP
| Any  | Títol                                               | Discogràfica     |
| ---- | --------------------------------------------------- | ---------------- |
| 1992 | Tragic Vision / Angry Days                          | Fat Wreck Chords |
| 1994 | Brown Eyed Girl                                     | Hard Records     |
| 2000 | A Feedbag of Truckstop Poetry                       | Fat Wreck Chords |
| 2008 | I Think My Older Brother Used to Listen to Lagwagon | Fat Wreck Chords |

### Altres treballs
| Any  | Títol                      | Discogràfica                  |
| ---- | -------------------------- | ----------------------------- |
| 2000 | Let's Talk About Leftovers | My Records / Fat Wreck Chords |
| 2005 | Live in a Dive             | Fat Wreck Chords              |